# جوناثون غرين
جوناثون غرين (بالإنجليزية: Jonathon Green)‏ هو لغوي بريطاني، ولد في 20 أبريل 1948 في Kidderminster ‏ في المملكة المتحدة.